# رودي فيلدمان
رودي فيلدمان (بالإنجليزية: Rudy Feldman)‏ هو لاعب كرة قدم أمريكية أمريكي، ولد في 1932.